# Ninoxe des Moluques
Ninox squamipila
Espèce
Synonymes
- Athene squamipila Bonaparte, 1850
(protonyme)

Statut de conservation UICN

 LC  : Préoccupation mineure
Statut CITES
La Ninoxe des Moluques (Ninox squamipila) est une espèce de rapace nocturne de la famille des Strigidae.

## Distribution
Cette espèce peuple les îles de Céram et Ambon en Indonésie.

## Habitat
Elle habite les forêts humides tropicales et subtropicales en plaine.